# Ольшувка (гмина)
Ольшувка (пол. Olszówka) — сельская гмина (волость) в Польше, входит как административная единица в Кольский повет, Великопольское воеводство. Население — 4787 человек (на 2006 год).

## Соседние гмины
1. Гмина Домбе
2. Гмина Грабув
3. Гмина Гжегожев
4. Гмина Клодава